# Преторийская конвенция
Преторийская конвенция (англ. Pretoria Convention) — мирный договор между Трансваалем и Британской империей, завершивший первую англо-бурскую войну (1880—1881).
Поражения армии империи при Лэнг Неке 28 января 1881 года, Ингого 8 февраля и Маюбе 27 февраля, в последнем из которых которой погиб губернатор и главнокомандующий Наталя Дж. П. Колли, с военной точки зрения были незначительными инцидентами. Сэр Ивлин Вуд со значительным подкреплением был готов нанести контрудар, однако ещё до прибытия из метрополии преемника Колли, Фредерика Робертса, 23 марта года было заключено перемирие. Министр колоний в правительстве Гладстона граф Кимберли был готов начать переговоры о перемирии ещё до Ингого, однако ответ Крюгера был получен только 7 марта.
Выработка условий договора происходила на фоне ожесточённой дискуссии в Англии, где многие, подобно герцогу Аргайлу задавались вопросом: не следует ли «прекратить переговоры ради победы над группой фермеров, которые преуспели из-за случайных обстоятельств и опрометчивости нашего командования, в победе над нами?». Несмотря на то, что заключение мира после серии поражений отрицательно воспринималось не только простыми британцами, но и королевой Викторией, договор был заключен 3 августа.
В преамбуле Трансваалю был гарантировано «полное самоуправление в подчинении сюзеренитету Её Величества» (англ. complete self-government, subject to the  suzeraniry of Her Majesty), при условии выполнении следовавших далее 32 статей. Статья II была посвящена установлению контроля империи над внешними связями Трансвааля, в статьях I и XIX впервые были определены границы бурской республики. Ряд статей (III, XIII—XV, XXI—XXIII) был посвящён правам туземного населения, законы о судьбе которых не могли быть приняты без одобрения Её Величества или её преемников, а также представителей других народов (статьи XXVI и XXVII). Статьи XVII и XVIII вводили должность «резидента» с обязанности, эквивалентными поверенному в делах и генерального консула. Статья XXV запрещала дискриминацию британских товаров и производителей.
Неудовлетворённость буров достигнутым соглашением привела к продолжению переговоров и заключению в 1884 году заменившей данный договор Лондонской конвенции.